# Liste der französischen Botschafter in Vietnam
Liste der französischen Botschafter in Vietnam.
- Ambassadeur de France à Saïgon
- Ambassadeur de France au Viêt-Nam

## Botschafter
| Ernennung Akkreditierung | Name                 | Bemerkungen | Posten verlassen |
| ------------------------ | -------------------- | --- | ---------------- |
| 1950                     | Georges Perruche     | Charge d' Affaires. Im April 1949 Gesandter in Seoul, 1. Botschafter Frankreichs in der Mongolei; ab 4. Januar 1966 französischer Botschafter in Kabul.                       |                  |
| 1954                     | Jean Sainteny        | auch in Hanoi als Handelsmission akkreditiert |                  |
| 1956                     | Jean Payart          | ambassadeur de France et haut-commissaire de la République française en Autriche, Extraordinaire et Plénipotentiaire de la République Française en Autriche. 22 février 1952. |                  |
| 1957                     | Stéphane Hessel      | Premier conseiller à l'ambassade de France à Saigon 1957. |                  |
| 1958                     | Roger Lalouette      | ambassadeur | 1963             |
| 1964                     | Joseph Lambroschini  | consul général | 1967             |
| 1967                     | Laurent Giovangrandi | consul général (*Lyon) |                  |
| 1970                     | Jacques de Folin     | consul général | 1973             |
| 1973                     | Jean-Marie Mérillon  | |                  |